# Танташев, Ильгиз
Ильгиз Танташев (узб. Ilgiz Tantashev; род. 5 апреля 1984) — узбекский футбольный судья.

## Биография
Начинал судейскую карьеру в качестве арбитра на линии. Впоследствии стал главным арбитром в матчах чемпионата Узбекистана, где представлял город Бухару. Приглашался обслужить игры чемпионатов Саудовской Аравии и Индии. Судил финальный матч Кубка лиги Узбекистана 2019 года.
Арбитр ФИФА с 2013 года. Начал судить на международном уровне в 2014 году, дебютировав на Кубке АФК, а в следующем году — в Лиге чемпионов АФК. Судил матчи молодёжного чемпионата Азии для игроков до 23 лет в 2016, 2020, 2022 годах. На молодёжном чемпионате мира 2019 года являлся резервным арбитром. Танташев работал в качестве главного судьи на Кубах Азии 2019 и 2023 годов.
По итогам 2021 года был признан лучшим судьёй Узбекистана.
Судил товарищеские матчи с участием сборной России: в 2022 году — с Таджикистаном, а в 2023 году — с Ираном.
В 2024 году был приглашён обслужить матчи Олимпийских игр в Париже. Во время полуфинальной игры между Марокко и Испанией Ильгиз Танташев получил травму на 12-й минуте, после столкновения с защитником номинальных гостей Марком Пубилем. В результате оставшееся время матча судил Гленн Нюберг (Швеция).